# Alexander Brouwer
Alexander Brouwer (L'Aia, 3 novembre 1989) è un giocatore di beach volley olandese.

## Biografia
Ha debuttato nel circuito professionistico internazionale il 18 agosto 2009 ad Åland, in Finlandia, in coppia con Christiaan Varenhorst piazzandosi in 41ª posizione. Nelle varie tappe del World tour disputate fino ad ora non è mai riuscito a raggiungere il podio.
Ha disputato una sola edizione dei campionati mondiali: a Stare Jabłonki 2013, occasione in cui è riuscito a conquistare la medaglia d'oro con Robert Meeuwsen.
Nei campionati iridati juniores ha conquistato una medaglia d'argento a Brighton 2008 insieme a Christiaan Varenhorst.
A livello europeo, sempre nelle categorie giovanili, può vantare un secondo posto nella categoria juniores a San Salvo 2008 insieme a Christiaan Varenhorst.

## Palmarès
Giochi olimpici
- 1 bronzo: a Rio de Janeiro 2016

Campionati mondiali
- 1 oro: a Stare Jabłonki 2013

Campionati mondiali juniores
- 1 argento: a Brighton 2008

Campionati europei juniores
- 1 argento: a San Salvo 2008